# Vladimir Maksimov (acteur)
Pour les articles homonymes, voir Vladimir Maksimov.
Vladimir Vassilievitch Maksimov (en russe : Владимир Васильевич Максимов) est acteur russe.

## Biographie
Vladimir Maximov naît en 1880 d'une mère professeur de chant.
Il est d'abord acteur au Théâtre d'art de Moscou en 1904 puis au théâtre Maly de 1906 à 1918. Il joue au cinéma à partir de 1911 et devient l'un des acteurs les plus populaires de l'époque. Après la Révolution, il quitte le cinéma et est l'un des organisateurs du Grand Théâtre dramatique de Léningrad de 1919 à 1924.

## Filmographie
- 1912 : Amphise (Anfisa) de Yakov Protazanov
- 1913 : Les Clefs du bonheur (Klioutchi stchastia) de Yakov Protazanov et Vladimir Gardine
- 1918 : Tais-toi, ma tristesse, tais-toi (Molchi, grust... molchi) de Piotr Tchardynine : Volyntsev

## Théâtre
- 1926 : Le Verre d'eau d'Eugène Scribe